# Околона (Кентаки)
Околона (енгл. Okolona) град је у америчкој савезној држави Кентаки.

## Демографија
По попису из 2000. године број становника је 17.807.
| Група             | 2000.          | 2010.    |
| Белци             | 15.415 (86,6%) | 0 (0,0%) |
| Афроамериканци    | 1.291 (7,2%)   | 0 (0,0%) |
| Азијати           | 236 (1,3%)     | 0 (0,0%) |
| Хиспаноамериканци | 567 (3,2%)     | 0 (0,0%) |
| Укупно            | 17.807         | 0        |